# أوتاغاوا يوشيكو
أوتاغاوا يوشيكو (باليابانية: 歌川 芳幾)، 1833 - 6 فبراير 1904)، والمعروف أيضًا باسم أوشها يوشيكو (落合 芳幾) كان رسامًا يابانيًا من مدرسة أوتاغاوا.